# صب

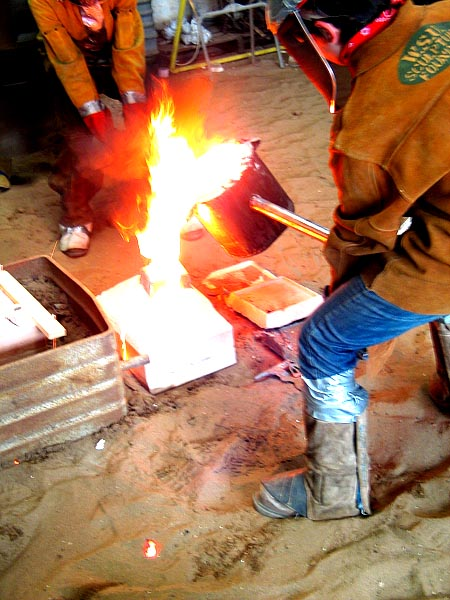
صب الحديد قى قوالب الرمل

الصب هو عملية صناعية تي يتم من خلالها صب المواد السائلة في قوالب مجهزة بفتحات وتجويفات على حسب الشكل المطلوب ويتم بعد ذلك تجميد هذه المواد.ويسمى الجزء الصلب-الذي يتم إخراجه من هذه القوالب لاتمام عملية الصب- بالمصبوب وتكون هذه المواد المصبوبة المعادن والسبائك، ومن أمثلة ذلك: الايبوكسى، والخرسانة، والبلاستر«الجص»، والطين. وغالبا ما يستخدم الصب لصناعة الأشكال المركبة التي يصعب صناعتها بالطرق الأخرى الغير اقتصادية.
الصب هو عملية عمرها 6000 سنة. وأقدم عملية صب باقية إلى الآن هي ضفدع نحاسى من سنة 3200 قبل الميلاد.

## أنواع الصب

### المعادن
تعتبر عملية صب المعادن هي العملية الأكثر شيوعا بين عمليات الصب المختلفة.

### البلاستر «الجص»، الخرسانة، أو بلاستيك الراتنج
قد يكون البلاستر «الجص» في حد ذاته مادة مصبوبة، مثله مثل بعض المواد الكيميائية الأخرى مثل بلاستيك الراتنج أو الخرسانة - إما باستخدام قوالب الصب المفردة- كما ذكر سابقا، أو باستخدام قوالب متعددة الاستخدام، أو قوالب مصنوعة من قطع صغيرة مخددة أو من مواد مرنة مثل المطاط اللاتكس (والذي يتم تدعيمه بقوالب خارجية). على عكس الرخام، يفتقر المنتج النهائى من هذه المواد إلى الجذابية، والشفافية، ولذا فإنه يتم دهان هذه المواد لتكتسب المظهر المعدنى أو الحجرى. وأحيانا قد تحتوى الطبقات الأولى من المصبوب على الرمال الملونة وذلك لإكسابها المظهر الحجرى.باستخدام صب الخرسانة، بدلا من الجص، يممكننا إنشاء المنحوتات، والنوافير، أو المقاعد الاسمنتية «المصطبة» للجلوس عليها في الهواء الطلق.ويمكن صناعة نماذج عالية الجودة محاكاة للرخام باستخدام بلاستيكات الرتنج الكيميائية (على سبيل المثال الايبوكسي أو البوليستر) مع بودرة الحجر للتلوين ويتم استخدام ألوان متعددة في كثير من الأحيان، وتستخدم هذه النماذج في صناعة أحواض الحمامات الجذابة والبالنيوهات، كما أن إتقان خلط الألوان يؤدى إلى صناعة نماذج محاكاة من البقع والألوان الموجودة في الرخام الطبيعى.